# Vriesea piscatrix
Vriesea piscatrix är en gräsväxtart som beskrevs av Versieux och Maria das Graças Lapa Wanderley. Vriesea piscatrix ingår i släktet Vriesea och familjen Bromeliaceae. Inga underarter finns listade i Catalogue of Life.